# Pat Garrett jagt Billy the Kid
Pat Garrett jagt Billy the Kid ist ein US-amerikanischer Spielfilm von Sam Peckinpah aus dem Jahr 1973. In diesem von einer pessimistischen und fatalistischen Grundstimmung geprägten Spätwestern spielt James Coburn den Sheriff Pat Garrett, der wider Willen den Gesetzlosen Billy the Kid, dargestellt von Kris Kristofferson, verfolgt, um ihn zu töten. Der Film wurde für seine Kinoveröffentlichung von MGM gegen den Willen des Regisseurs drastisch gekürzt und steht heute in mehreren rekonstruierten Fassungen zur Verfügung.

## Handlung
Anmerkung: Die Handlungsbeschreibung bezieht sich auf die Special Edition von 2005.
Ein Prolog zeigt den alten Pat Garrett im Jahr 1909, wie er von den Leuten, die ihn vor 28 Jahren für die Jagd nach Billy the Kid angeheuert hatten, in einem Hinterhalt erschossen wird. Die Handlung schwenkt zurück in das Jahr 1881: Billy the Kid, ein Gesetzloser, der den Geschäftsleuten und Rinderbaronen von Lincoln County das Leben schwer macht, residiert im aufgelassenen Fort Sumner. Mit seinen Kumpanen veranstaltet er ein Zielschießen auf die Köpfe von im Sand eingegrabenen Hühnern. Pat Garrett, ein väterlicher Freund von Billy aus alten Tagen, besucht Fort Sumner und warnt Billy. Pat stehe kurz vor seiner Ernennung zum Sheriff von Lincoln County und die Mächtigen der Region wollten, dass Billy das Land verlasse.
Eine Woche später spüren Garrett und seine Hilfssheriffs Billy und zwei seiner Bandenmitglieder in einer einsamen Hütte auf. Es kommt zu einem Feuergefecht, bei dem Billys Kumpane beide sterben. Billy ergibt sich Garrett. Nachdem er ins Gefängnis von Lincoln gebracht worden ist, übergibt ihn Garrett der Obhut der Hilfssheriffs Bell und Ollinger und reitet davon. Billy findet auf dem Klo eine Waffe, die dort für ihn deponiert worden ist, tötet Bell und den religiösen Eiferer Ollinger und flieht.
Garrett lässt sich nach seiner Rückkehr vom Barbier rasieren und macht Alamosa Bill, einen ehemaligen Gesetzlosen, zu seinem neuen Hilfssheriff. Bei einem Besuch zuhause bei seiner Frau stellt sich heraus, dass die Ehe der beiden zerrüttet ist. Garrett verlässt sein Heim unter einem Vorwand wieder. Bei einem Treffen mit Gouverneur Wallace und einigen Geschäftsleuten des Santa Fe Rings erhält Garrett den Auftrag, Billy zu suchen und zu töten. Das angebotene Kopfgeld lehnt er brüsk ab.
Billy ist zu seiner Bande nach Fort Sumner zurückgekehrt. Der junge Alias rettet ihn vor drei Kopfgeldjägern, die sich eingeschlichen haben, und wird Billys neuer Begleiter. Unterdessen sucht Garrett den alten Sheriff Baker auf, damit dieser und seine Frau ihn begleiten, um auf der Farm von Black Harris nach Spuren von Billy zu suchen. Es kommt zu einer Schießerei, bei der Harris stirbt. Der schwer verletzte Baker wankt zum nahegelegenen Wasser und stirbt dort im Beisein seiner Frau.

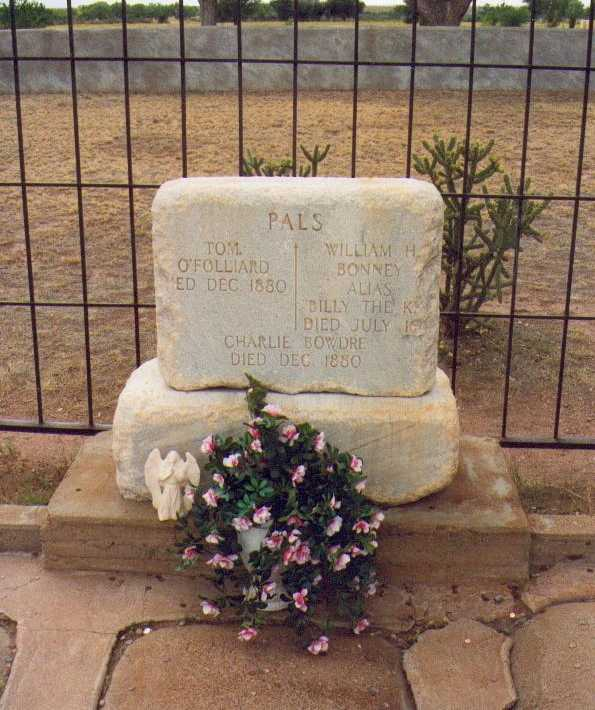
Billy the Kids Grab in Fort Sumner

Billy und seine Spießgesellen haben vom Großgrundbesitzer Chisum Vieh gestohlen. Einer von Billys Männern wird von Chisums Leuten erschossen. Billy wird von seinem Freund, dem alten Mexikaner Paco gebeten, das Land zu verlassen und nach Mexiko zu reisen. Billy reitet fort, nachdem ihm seine Geliebte Maria ein Medaillon geschenkt hat. Garrett, der immer noch auf der Suche nach Billy ist, macht Rast an einem Flussufer, als ein Hausboot vorbeikommt, von dem aus ein Mann Schießübungen auf Flaschen veranstaltet, die ins Wasser geworfen werden. Garrett schießt ebenfalls auf die Flaschen und der Mann vom Boot legt auf ihn an. Die beiden stehen sich mit ihren Waffen gegenüber, schießen aber nicht. Garrett wird an seinem Lagerfeuer von John W. Poe aufgesucht, den er bereits bei Wallace kennengelernt hat und der auf Anweisung von Wallace Garrett als Hilfssheriff zur Seite stehen soll. Garrett und Poe besuchen Chisum, der Garrett daran erinnert, dass dieser ihm noch Geld schuldet. Garrett weist Poe an, auf eigene Faust nach Billy zu suchen.
Billy besucht auf seiner Flucht die Familie Horrell und begegnet dort Alamosa Bill. Die beiden duellieren sich, wobei Alamosa weniger Schritte als verabredet macht, während Billy einfach nur an seinem Platz stehenbleibt. Billy ist schneller und erschießt Alamosa Bill. Pat trifft unterdessen in der Bar des alten Lemuel auf drei von Billys Männern, Alias, Beaver und Holly. Garrett erschießt Holly, lässt die beiden anderen aber ungeschoren.
Chisums Leute foltern Paco und wollen die junge Frau in seiner Begleitung vergewaltigen, als Billy dazukommt und Chisums Männer erschießt. Der sterbende Paco fleht Billy an, weiter nach Mexiko zu reiten, doch Billy kehrt nach Fort Sumner zurück, um sich der Konfrontation mit Garrett zu stellen. Von einer Prostituierten erzwingt dieser einen Hinweis, wo sich Billy aufhält. Als er erfährt, dass Billy nach Fort Sumner zurückgekehrt ist, macht er sich mit Poe und einem weiteren Hilfssheriff auf den Weg dorthin. Dort angekommen setzt sich Garrett auf die Veranda des Hauses, in dem Billy und Maria gerade miteinander schlafen. Als Billy sein Zimmer verlässt, erschießt ihn Garrett. Poe will dem toten Billy einen Finger abtrennen, doch Garrett schlägt ihn mit einem Aufschrei nieder. Pat Garrett reitet allein davon, in die Wildnis.

## Synchronisation
Der Film wurde zwei Mal synchronisiert. Der erste Fassung stammt aus dem Jahr 1973. Sie entstand bei der Ultra-Film Synchron GmbH in Berlin. Die zweite entstand 1992 im Auftrag des ZDF bei der Deutsche Synchron Film GmbH in Berlin. Dialogregisseur bei dieser Fassung war Michael Richter. Friedrich Georg Beckhaus und Wolfgang Ziffer waren als einzige an beiden Fassungen als Sprecher beteiligt. Während Ziffer beide Male für Bob Dylan sprach, war Beckhaus in der ersten Fassung für Matt Clark und in der zweiten für Barry Sullivan im Einsatz.
| Darsteller           | Rolle                   | Synchro 1973             | Synchro 1992             |
| -------------------- | ----------------------- | ------------------------ | ------------------------ |
| James Coburn         | Pat Garrett             | Arnold Marquis           | Eckart Dux               |
| Kris Kristofferson   | Billy the Kid           | Michael Chevalier        | Uwe Paulsen              |
| Richard Jaeckel      | Sheriff Kip McKinney    | N. N.                    | Rüdiger Joswig           |
| Katy Jurado          | Mrs. Baker              | N. N.                    | Ellen Lichtenberg        |
| Chill Wills          | Lemuel                  | N. N.                    | Klaus Miedel             |
| Barry Sullivan       | John Chisum             | N. N.                    | Friedrich Georg Beckhaus |
| Jason Robards        | Lew Wallace             | Friedrich Schoenfelder   | Helmut Krauss            |
| Bob Dylan            | Alias                   | Wolfgang Ziffer          | Wolfgang Ziffer          |
| R. G. Armstrong      | Bob Ollinger            | N. N.                    | Kurt Goldstein           |
| John Beck            | John W. Poe             | Peter Schiff             | Manfred Lehmann          |
| Matt Clark           | Hilfssheriff J. W. Bell | Friedrich Georg Beckhaus | Udo Schenk               |
| Jack Dodson          | Lewellen Howland        | Joachim Pukaß            | Henning Dissel           |
| Jack Elam            | Alamosa Bill            | N. N.                    | Heinz Theo Branding      |
| Emilio Fernández     | Paco                    | N. N.                    | Eric Vaessen             |
| Paul Fix             | Peter Maxwell           | N. N.                    | Eberhard Wechselberg     |
| L. Q. Jones          | Black Harris            | N. N.                    | Thomas Petruo            |
| Slim Pickens         | Colin Baker             | Joachim Nottke           | Hans Teuscher            |
| Charlie Martin Smith | Bowdre                  | N. N.                    | Joachim Tennstedt        |
| Harry Dean Stanton   | Luke                    | Hans Nitschke            | Norbert Langer           |

## Entstehungsgeschichte

### Skript und Vorproduktion
Der Autor Charles Neiders hatte 1956 den Roman The Authentic Death of Hendry Jones veröffentlicht, der die Lebensgeschichte von Billy the Kid zum Vorbild hatte und sich an Pat Garretts reißerische Biographie The Authentic Life of Billy the Kid anlehnte. Bereits Ende der 1950er Jahre schrieb Peckinpah ein Drehbuch nach Neiders Roman, das zu Teilen in dem Film Der Besessene, Marlon Brandos einziger Regiearbeit, verwendet wurde. Peckinpah war also mit dem Stoff bereits vertraut, als zu Beginn der 1970er Jahre der Produzent Gordon Carroll eine Neuverfilmung der Geschichte plante. Carroll beauftragte Rudy Wurlitzer, der zuvor mit dem Skript zu dem Film Asphaltrennen von Regisseur Monte Hellman bereits einige Bekanntheit erlangt hatte, ein Drehbuch zu schreiben. Hellman sollte auch bei Pat Garrett jagt Billy the Kid Regie führen, doch MGM verlangte nach einem etablierteren Regisseur, sodass schließlich Peckinpah die Regie angetragen wurde.
Peckinpah, der mitten in der Scheidung von seiner Frau Joie Gould steckte, willigte ein, nachdem Wurlitzer eine neue Drehbuchfassung erstellt hatte; denn ursprünglich sollten Garrett und Billy erst am Schluss des Films zusammentreffen, was Peckinpah dramaturgisch als nicht umsetzbar ansah. War die tragische Verstrickung von Garrett bereits psychologisch im Skript deutlich herausgearbeitet, fehlte es bei Billy noch an Charakterzeichnung, um die Motivation seines Handelns zu erklären. Wurlitzer fügte die Geschichte um Pacos Tod ein; dessen Sterbemonolog, der Billy zur Rückkehr motiviert, wird besonders von David Weddle im Vergleich zum übrigen Skript als schwach und gekünstelt bemängelt.
Nachdem James Coburn für die Rolle des Garrett rasch festgestanden hatte, gestaltete sich die Wahl des zweiten Hauptdarstellers schwieriger. Ursprünglich sollte Bo Hopkins, der bereits in The Wild Bunch – Sie kannten kein Gesetz mit Peckinpah gearbeitet hatte, die Titelrolle des Billy übernehmen; MGM bevorzugte zunächst Jon Voight für die Rolle. Schließlich bekam der populäre Country- und Folksänger Kris Kristofferson, der auch schon Filmerfahrung hatte, den Part. Bob Dylan, ein Freund von Kristofferson und Wurlitzer, zeigte Interesse, an dem Film mitzuwirken; trotz fehlender Schauspielerfahrung bekam er die Rolle des Alias. Gleichzeitig schrieb Dylan, inspiriert durch Wurlitzers Drehbuch, eine Reihe von Songs, die im Film Verwendung finden sollten. Eine Reihe von routinierten Western-Darstellern wie Jack Elam, Slim Pickens und Paul Fix vervollständigten die Besetzung.
Bereits vor Drehbeginn stellten sich dem Projekt erste Schwierigkeiten entgegen. MGM hatte unter ihrem damaligen Besitzer Kirk Kerkorian beschlossen, in das Hotelgeschäft in Las Vegas einzusteigen. James Aubrey, Präsident von MGM und wegen seiner rücksichtslosen Geschäftsgebaren die lächelnde Kobra genannt, versuchte die Kostenrahmen der entstehenden MGM-Filme zu beschneiden, um ausreichend liquide Mittel für das Hotelprojekt zur Verfügung zu haben. Er stellte daher die Forderung, Peckinpah solle auf seine angestammte Filmcrew verzichten und stattdessen mit einer billigeren mexikanischen Crew den Film in 50 Tagen abdrehen. Peckinpah stritt für sein Projekt und bekam schließlich seine Stammcrew, ein Budget von drei Millionen Dollar und 53 statt der von ihm geforderten 75 Drehtage zugestanden, wobei allen erfahrenen Beteiligten klar war, dass der Film in dieser Zeit nicht zu realisieren war.

### Produktion und Nachproduktion
Die Dreharbeiten begannen am 19. November 1972 im mexikanischen Durango. Dort war bereits eine Filmcrew mit dem Dreh des John-Wayne-Films Geier kennen kein Erbarmen beschäftigt; somit war ein Großteil der zur Verfügung stehenden Ressourcen an Arbeitskräften, Pferden und Drehorten gebunden. Peckinpah begann trotzdem zu drehen und sandte das erste abgedrehte Material zur Entwicklung zu MGM nach Culver City, eine Maßnahme des Studios, um Filmentwicklungskosten bei nähergelegenen Fremdfirmen zu sparen. Erst Tage später bekam Peckinpah die Nachricht, dass Teile des abgedrehten Materials wegen eines Objektivfehlers an einer Panavision-Kamera unscharf und daher unbrauchbar seien. Der Fehler wurde erst spät entdeckt, weil das entwickelte Material zunächst nur im Schnelldurchlauf mit 96 Bildern pro Minute gesichtet wurde. Peckinpah, dem man zuvor einen Kameratechniker verweigert hatte, urinierte bei der Testvorführung des inzwischen nach Mexiko zurückgekehrten unbrauchbaren Materials wütend seine Initialen an die Leinwand.
MGM forderte Wurlitzer und Peckinpah auf, das Skript umzuschreiben und auf die bereits gedrehten Szenen zu verzichten. Peckinpah ignorierte die Anweisungen, warf den Drehplan um und versuchte, alle Szenen nochmals nachzudrehen. Er filmte mit Hochdruck und nutzte sogar offiziell drehfreie Tage, um verwertbares Material zu gewinnen. Eine grassierende Infektionskrankheit schwächte Peckinpah und viele der am Film Beteiligten. Peckinpah begann exzessiv zu trinken. James Coburn erinnert sich: „Für vier Stunden war er ein Genie, dann ging es rasch bergab, beinahe jeden Tag.“
Peckinpah wurde zunehmend launischer und unberechenbarer und begann das Skript in seinem Sinne zu bearbeiten und umzuschreiben, da er Wurlitzers Dialoge als zu gestelzt und nicht authentisch genug empfand. Seine Drehbuchänderungen legten nun stärkeres Gewicht auf die Themen Korruption, Machtspiele und Ausverkauf der ethischen Werte. Zusätzlich fügte Peckinpah die Rahmenhandlung, die Garretts Tod 1909 zeigt und den ganzen Film im Prinzip zu einem langen Flashback macht, in das Skript ein. Das Verhältnis zwischen Peckinpah und Wurlitzer, der sich ebenfalls am Set befand, war deswegen voller Spannungen. Wurlitzer nannte Peckinpah später „einen Regisseur, berühmt für einen spektakulären Western und noch berühmter für seine Anfälle, Zornesausbrüche, Macho-Leidenschaften und seine banalen, höchst peinlichen Erklärungen.“ James Coburn beurteilte die Ursachen der Auseinandersetzung so: „Rudy schrieb ein wundervolles Drehbuch […]. Und Sam zerstörte es. Aber das Drehbuch muss […] sterben, um in der Form eines Films wiedergeboren zu werden. […] Erschaffung beinhaltet Zerstörung. […] Rudy tat das aber weh, weil er diesen Prozess nicht verstand. Er dachte, Sam zerstört einfach nur sein Werk, was zwar wahr, aber auch notwendig war.“
Aubrey wies den Produzenten Carroll an, Druck auf Peckinpah auszuüben. Er verbot, die Hausbootszene zu drehen, da sie für den Fortgang der Geschichte unnötig wäre. Peckinpah setzte sich auch über diese Anweisung hinweg und begann seine Arbeit zu verlangsamen, da er zu diesem Zeitpunkt wusste, dass das gedrehte Material bereits zu deutlich seine Handschrift trug, um ihn als Regisseur gegen jemand anderes austauschen zu können. Peckinpah begann damit, seine Anspannung durch das Werfen von Messern in Holztüren und den Gebrauch von Schusswaffen, mit denen er in die Luft und in Wände schoss, zu bekämpfen. In Hollywood kamen Gerüchte über seinen unmäßigen Alkoholkonsum am Set auf. Der Regisseur antwortete darauf auf trotzige Weise, indem er gestellte Bilder an The Hollywood Reporter und Variety schickte, die ihn auf einer Trage liegend und am Tropf hängend zeigten, wobei die Infusion aus einer Whiskey-Flasche bestand.
Im März 1973 waren die Dreharbeiten beendet; das Team brachte 111.000 Meter belichteten Film, erarbeitet in 803 Kameraeinstellungen, aus Mexiko mit. Die Produktion war letztendlich 1,5 Millionen Dollar über den Budgetvorgaben und 21 Tage über dem Drehplan. Bereits Mitte Februar hatte man MGM eine Rohschnittfassung vorgelegt, die 160 Minuten dauerte. Um den Film schnell für eine Kinoverwertbarkeit vorzubereiten, wurde von MGM das Zeitfenster für den Schnitt sehr eng gesetzt; in nur zwei Monaten sollten die englischen Editoren Garth Craven und Roger Spottiswoode den Film marktfertig schneiden. Die beiden wurden auf Betreiben der amerikanischen Künstlergewerkschaft, die keine ausländischen Filmschaffenden an einer amerikanischen Produktion duldeten, jedoch bald abgelöst und durch Robert L. Wolfe und drei weitere US-amerikanische Filmeditoren ersetzt.

### Kontroverse um den Schnitt
In der letzten Maiwoche 1973 war eine 124 Minuten dauernde Schnittfassung, die sogenannte Preview-Version, fertig geschnitten, die bei MGM vorgeführt wurde. Peckinpah wollte einige einflussreiche und ihm wohlgesinnte Persönlichkeiten wie Henry Fonda und Marty Baum für die Preview einladen, doch MGM weigerte sich. Schließlich gelang es ihm, Jay Cocks vom Time Magazine sowie Martin Scorsese und Pauline Kael in die Preview einzuschmuggeln. Den Verantwortlichen bei MGM war die gezeigte Version zu langsam, zu schwermütig und zu pessimistisch. Gegen den Willen von Peckinpah, der sich heimlich der Preview-Version bemächtigte, um sie zu retten, gab MGM eine neue Schnittversion in Auftrag, die auf 90 Minuten gekürzt werden sollte. Aubreys Hintergedanke war, den Film mehrmals am Tag in den Kinos zeigen zu können. Um einen leicht merkbaren Starttermin zur vollen Stunde zu haben, musste der endgültige Film deutlich unter zwei Stunden Länge haben.
Wolfe und Spottiswoode kämpften um den Erhalt einiger Szenen und erreichten bei Aubrey, den Film auf eine Lauflänge von 106 Minuten schneiden zu dürfen. Peckinpah, der sich zu dieser Zeit bereits völlig vom Projekt abgewendet hatte, verübelte im Nachhinein den beiden Editoren die Zugeständnisse, die sie an Aubrey gemacht hatten. Spottiswoode erinnert sich an Aubreys verheerende Einflussnahme: „Der Epilog wurde herausgeschnitten, und Garretts Ritt aus Fort Sumner heraus löste sich in ein Standbild auf, auf dem Garrett und Billy zusammen lachend zu sehen sind. Das war Aubreys Idee und es war entsetzlich, einfach nur entsetzlich.“ Die 106 Minuten dauernde Version, die im Juli 1973 in die Kinos kam, beschränkte die Charakterzeichnung auf ein Mindestmaß und bestand im Wesentlichen aus einer im Handlungszusammenhang sinnlosen Aneinanderreihung von Schießereien. Die Rahmengeschichte mit Garretts Tod war komplett herausgeschnitten worden, ebenso mehrere Szenen, die Garretts innerlichen Konflikt verdeutlichten. Der Film hatte nun ein schnelleres, weniger elegisches Tempo als die Preview-Version und zeigte die Geschichte eher aus Billys als aus Garretts Sichtweise. Zumindest hatten es die Editoren geschafft, die Hausbootszene im fertigen Film unterzubringen.
Peckinpah verklagte MGM wegen Vertragsbruchs, unlauteren Wettbewerbs, Verletzung der Privatsphäre und Verleumdung auf Schadenersatzleistungen von 1,5 bis 2,5 Millionen Dollar und die Wiederherstellung seiner Schnittversion oder die Entfernung seines Namens aus dem Film und der Werbung dafür. Der Prozess verlief nach mehreren Jahren im Sande.
Carroll resümierte im Rückblick auf die Entstehung von Pat Garrett jagt Billy the Kid: „Der Film war nichts anderes als ein Schlachtfeld, von zwei oder drei Wochen vor Drehbeginn bis 13 Wochen nach Drehschluss.“ Peckinpah blieb zeitlebens über die Erfahrung enttäuscht und verbittert: „Rudy Wurlitzers Drehbuch […] war eine wahrhaft epische Konfrontation von großartiger poetischer Qualität. Ich habe es etwas heruntergebracht, aber versucht, seinen lyrischen Charakter zu erhalten, und das Ergebnis hat mir sehr gefallen – ich war stolz darauf. Dann haben diese emotionalen Eunuchen von MGM den Charakter, den Humor und das Drama rausgeschnitten und nur noch die Schießereien übriggelassen, zumindest haben sie das versucht. Und das hat nicht funktioniert.“
Für David Weddle ist Pat Garrett jagt Billy the Kid der Punkt in Peckinpahs Karriere, ab dem sein übermäßiger Alkoholkonsum auch im Ergebnis seiner Filmarbeit sichtbar wurde: Anschlussfehler, plötzliche Änderungen in der erzeugten Stimmung und nachlässig vorbereitete szenische Aufbauten können in diesem Film und in allen nachfolgenden entdeckt werden, die Rückschlüsse auf den Zustand des Regisseurs zum Zeitpunkt des Drehs zulassen. Einen Western drehte Peckinpah nicht mehr. Pat Garrett jagt Billy the Kid ist, so Kitses, „Peckinpahs ultimatives Statement, die Momentaufnahme eines tragischen Moments, sein letzter Western, sein Abschiedsgruß an den Western.“

## Filmanalyse

### Filmische Mittel

#### Kamera, Montage und Schnitt
Peckinpah inszeniert Gewalt mit dem für ihn typischen Einsatz von Zeitlupe und unter Verwendung von mehreren Kameras gleichzeitig, gleichsam als „Ballett des Todes“ der stürzenden und sterbenden Körper. Beeinflusst wurde er von Sergej Eisenstein bezüglich der Montagetechnik und von Akira Kurosawa bezüglich des Einsatzes mehrerer Kameras. Während bei Kurosawa die Kameras den gezeigten Raum genau definieren, indem sie etwa im rechten Winkel zueinander die Szene filmen, sind sie bei Peckinpah willkürlich verteilt und nicht zwingend auf das Hauptgeschehen fokussiert. Das Chaos des Gewaltakts wird somit stärker betont. Beim Einsatz der Zeitlupe war Peckinpah wohl inspiriert durch Arthur Penns Film Bonnie und Clyde, der zum ersten Mal Zeitlupenaufnahmen bei der Darstellung von Gewalt exzessiv einsetzte.
Die karge Landschaft filmte Peckinpah oft in der Supertotalen. Die darin agierenden Figuren bleiben klein, verlassen und verloren. Das Land ist nicht mehr verheißungsvoll wie im klassischen Western, sondern spiegelt die materielle Not und die Einschränkungen des Lebens in der Wildnis wider.
Andererseits war Peckinpah bestrebt, die Tragik der Handlung durch die beeindruckende Schönheit der Bilder, in Verbindung mit Dylans wehmütiger Musik, zu konterkarieren. Besonders deutlich wird dies in Bakers Sterbeszene am Wasser, die in ein weiches, goldenes Abendlicht getaucht ist, oder bei Billys Rückkehr nach Fort Sumner, als er in der Abenddämmerung an einem Teich Rast macht.
Schnitttechnisch am beeindruckendsten ist die Parallelmontage zu Beginn des Films, die durch den Editor Wolfe verwirklicht wurde: Gegen die Ermordung Garretts 1909 sind die Schussübungen von Billys Bande in Fort Sumner 1881 geschnitten. Durch diesen Bruch mit der chronologischen Erzählweise bekommt die Szene eine nicht sequentielle, aber historische Dynamik. Für den Zuschauer sieht es so aus, als würde der Garrett von 1909 von Billy und seiner Bande im Jahr 1881 erschossen.

#### Filmtempo
Das Tempo des Films ist, bis auf die Ausbrüche der Gewalt, träge und geprägt von der Atmosphäre des gegenseitigen Belauerns. Die Gemächlichkeit wird auch dadurch deutlich, dass lediglich ein einziges Mal galoppierende Pferde – ein ansonsten im klassischen Western bewährtes Mittel, um Dynamik zu schaffen – im Film zu sehen sind. Der Film baut durch die Langsamkeit eine Stimmung der Anspannung auf, ohne im Sinne von Suspense wirklich spannend zu sein.

### Historischer Hintergrund

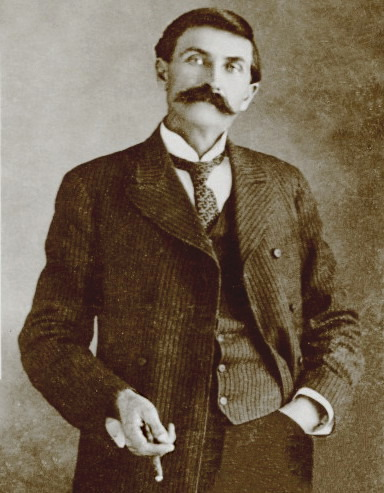
Der historische Pat Garrett, im Film dargestellt von James Coburn

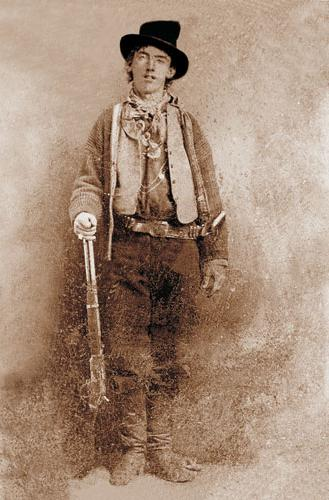
Der historische Billy the Kid, im Film dargestellt von Kris Kristofferson

Die Geschehnisse um Pat Garrett und Henry McCarty (auch bekannt als William Bonney), genannt Billy the Kid, gehören zu den mythisch verbrämten Geschichten aus der Zeit des Umbruchs zwischen der Eroberung des Wilden Westens und der beginnenden Einflussnahme von Geschäftemachern und Spekulanten. Peckinpah setzt voraus, dass dem Zuschauer die Geschichte bekannt ist; er erklärt die Hintergründe nicht näher. Billy the Kid, von den zeitgenössischen Quellen entweder als skrupelloser Mörder oder als Opfer politisch-wirtschaftlicher Intrigen, gegen die er sich zur Wehr setzte, beschrieben, zog sich durch die Viehdiebstähle und Schießereien des sogenannten Lincoln-County-Kriegs die Feindschaft der einflussreichen Personen des sogenannten Santa-Fe-Rings, zu dem etwa der Rinderbaron Chisum und der Gouverneur Lew Wallace gehörten, zu. Pat Garrett, neun Jahre älter als Billy und mit ihm befreundet, war wie Billy unter den widrigen Bedingungen des Westens aufgewachsen und stand ebenfalls nicht immer auf der Seite von Recht und Gesetz, bis er schließlich durch das Sheriffamt von Lincoln County gezwungen war, die Jagd auf Billy zu eröffnen. Die letzten Monate in Billys Leben von April bis Juli 1880, als er von Garrett die Gelegenheit erhält, nach Mexiko zu fliehen, sind geschichtlich nicht dokumentiert; eine Gelegenheit für den Drehbuchautor, die fiktiven Geschehnisse des Films in genau dieser Zeit spielen zu lassen und sich auf die Frage zu konzentrieren, warum Billy nicht flieht, obwohl er die Gelegenheit dazu hat.

### Fatalismus und Determinismus
Der Produzent Carroll fasste die Geschichte des Films in einem Satz zusammen: „Ein Mann, der nicht fliehen will, wird verfolgt von einem anderen Mann, der ihn nicht fangen will“. Beide Hauptpersonen agieren gegen ihren freien Willen und nehmen ihr vorgegebenes Schicksal an: der eine, um zum Mörder an seinem Freund zu werden, der andere, als Teil einer Rolle, die ihm die Öffentlichkeit mit einer aufkeimenden Legendenbildung zuschreibt, durch die Kugel des Freundes zu sterben. Beide resignieren vor den gesellschaftlichen und ökonomischen Veränderungen, die ihnen die frühere Lebensgrundlage rauben. Wie in der griechischen Tragödie ist ihr Schicksal durch die äußeren Umstände unausweichlich, es gibt für beide keine funktionierenden Handlungsalternativen. Die Todesahnung hängt von Beginn an über den beiden, und anders als in The Wild Bunch, wo sich die Protagonisten bis zuletzt gegen ihr Schicksal auflehnen und sich wehren, wird es von beiden fatalistisch angenommen.
Dadurch, dass in Peckinpahs Schnittversion die ganze Geschichte nur ein einziger Flashback im Moment von Garretts Tod ist, wird dem Zuseher die deterministische Vorbestimmung deutlich: Garretts Tod durch die Hand seiner Auftraggeber steht ebenso von vornherein fest wie Billys Tod.

### Selbstentfremdung und Selbsthass
Pat Garrett meint, mit seiner Wahl, auf der Seite des Gesetzes zu stehen, seinem Leben einen Sinn geben und sich auf die kommenden Zeiten vorbereiten zu können; doch das Gegenteil ist der Fall: durch seine Entscheidung verliert er seine Menschlichkeit, als er seine Freunde und Kameraden betrügen und töten muss. Er entfremdet sich von sich selbst und seiner sozialen Umgebung und verliert sein Selbstwertgefühl, im Film dargestellt durch seine schwarze Kleidung, mit der er sich monolithisch wie ein Schattenriss oder Fremdkörper von der Umgebung abhebt. Stück für Stück zerstört Garrett auf seiner Verfolgungsjagd seine eigene Vergangenheit, denn Wegbegleiter wie Black Harris und Sheriff Baker müssen sterben, weil Garrett Billy verfolgt.
Der impulsivste Ausbruch der Selbsterkenntnis und damit des Selbsthasses ist im Film der Moment, als Garrett einen zweiten Schuss in einen Spiegel abgibt, nachdem er Billy erschossen hat. Garrett tritt anschließend so vor den Spiegel, dass das Einschussloch dort zu sein scheint, wo das Herz seiner sich spiegelnden Gestalt ist. Ein Sprung im Glas teilt Garretts Gesicht in zwei Hälften; er erkennt seine eigene Entmenschlichung und Zerrissenheit.

### Konspiratorische Weltsicht
Peckinpahs Werk kann als politisch-gesellschaftliche Parabel sowohl der politischen Verhältnisse in den USA zur Drehzeit als auch seiner eigenen Erfahrungen im Filmgeschäft gelesen werden. Die Protagonisten entscheiden nicht mehr frei über ihr Schicksal, sondern werden von Mächten im Hintergrund ausgenutzt. In einer konspiratorischen Weltsicht wird hinter jedem Geschehen ein Drahtzieher vermutet, der unter dem Verlust der individuellen Freiheit Sündenböcke wie Garrett dazu benutzt, seine eigenen Machtinteressen durchzusetzen. Anlass zu solchen Überlegungen gaben sowohl die politischen Geschehnisse der Nixon-Ära mit der Watergate-Affäre – Peckinpah war ein entschiedener Gegner Nixons – als auch die von wirtschaftlichen Interessen geleiteten Machtspiele der Filmgesellschaften, unter denen Peckinpah und seine Arbeit immer wieder gelitten haben.

### Der Film als Spätwestern
Weder Garrett noch Billy werden in ihren Taten als heroisch oder von einer höheren Moral geleitet dargestellt. Es gibt, anders als im klassischen Western, keine scharfe Trennung von Gut und Böse oder von Recht und Unrecht. Nicht nur Garrett, der seinen Freund verrät, sondern auch Billy wird in seinen Verhaltensweisen als schäbig dargestellt: er schießt Hilfssheriff Bell, mit dem er vorher ein eigentlich freundschaftliches Verhältnis gepflegt hatte, in den Rücken, obwohl dieser ihn vorher angefleht hatte, dies nicht zu tun.
Alle Charaktere sind zu beschränkt in ihren Sichtweisen und zu abgestumpft, um ihre Probleme mit etwas anderem als mit Gewalt lösen zu können. Ihre Erinnerungen an die „goldene Zeit“ des Wilden Westens, die sie unablässig austauschen, dienen ihnen nur noch als Stützpfeiler ihres zusammenbrechenden Selbstwertgefühls, und immer steht ihre Erinnerung in Zusammenhang mit Gewaltakten oder zumindest Geschehnissen, bei denen jemand zu Schaden gekommen ist.
Auch in einem anderen Zusammenhang grenzt sich der Film von den Inhalten klassischer Western ab: Seydor, Kitses und andere spekulieren über einen möglicherweise vorhandenen, latenten homoerotischen Subtext im Film, vielleicht am deutlichsten ausgedrückt in Billies lasziver Sterbepose. Garretts Obsession für Billy geht über die Verhältnisse einer Männerfreundschaft hinaus; er sieht in ihm einen unterdrückten, freiheitsliebenden Teil seiner selbst, einen Teil, mit dem er erst im Tod in transzendierter Liebe wieder vereint sein kann. Auf ein Erlösungsmotiv durch den Tod weisen auch religiös konnotierte Bilder wie Billies (Kitses nennt ihn einen „charmanten Böser-Junge-Christus“) Kreuzigungspose, als er zum ersten Mal festgenommen wird, hin. Coyne wählt als Vergleich zum Verhältnis der beiden Hauptfiguren den „Liebestod“ von Tristan und Isolde.

### Gewalt und die Reaktionen
Die im Film dargestellte Gewalt wird, anders als in einigen anderen Filmen Peckinpahs, nicht als rein ästhetisches Spektakel benutzt, sondern ist die Konsequenz der Figurendisposition: Gewalt ist das Ergebnis der Abwesenheit eigenen Willens, des Fehlens von Wahlmöglichkeiten und des Verlustes der sozialen Beziehungen zu anderen. Sie steht sinnbildlich für die Niederlage des Individuums und den Verlust persönlicher Freiheit. Die Gewaltakte, die in ihrer schnellen, brutalen Inszenierung ohne Vorwarnung aus dem gemächlichen Tempo des Films ausbrechen, werden von den Protagonisten als selbstverständlich und unabwendbar hingenommen.
Drei Szenen veranschaulichen im Besonderen, wie Peckinpah in diesem Film mit Gewalt und den Reaktionen der Menschen darauf umgeht. In allen drei Szenen inszeniert er tableauartige Bilder, um eine gewisse Eindringlichkeit zu erzielen.

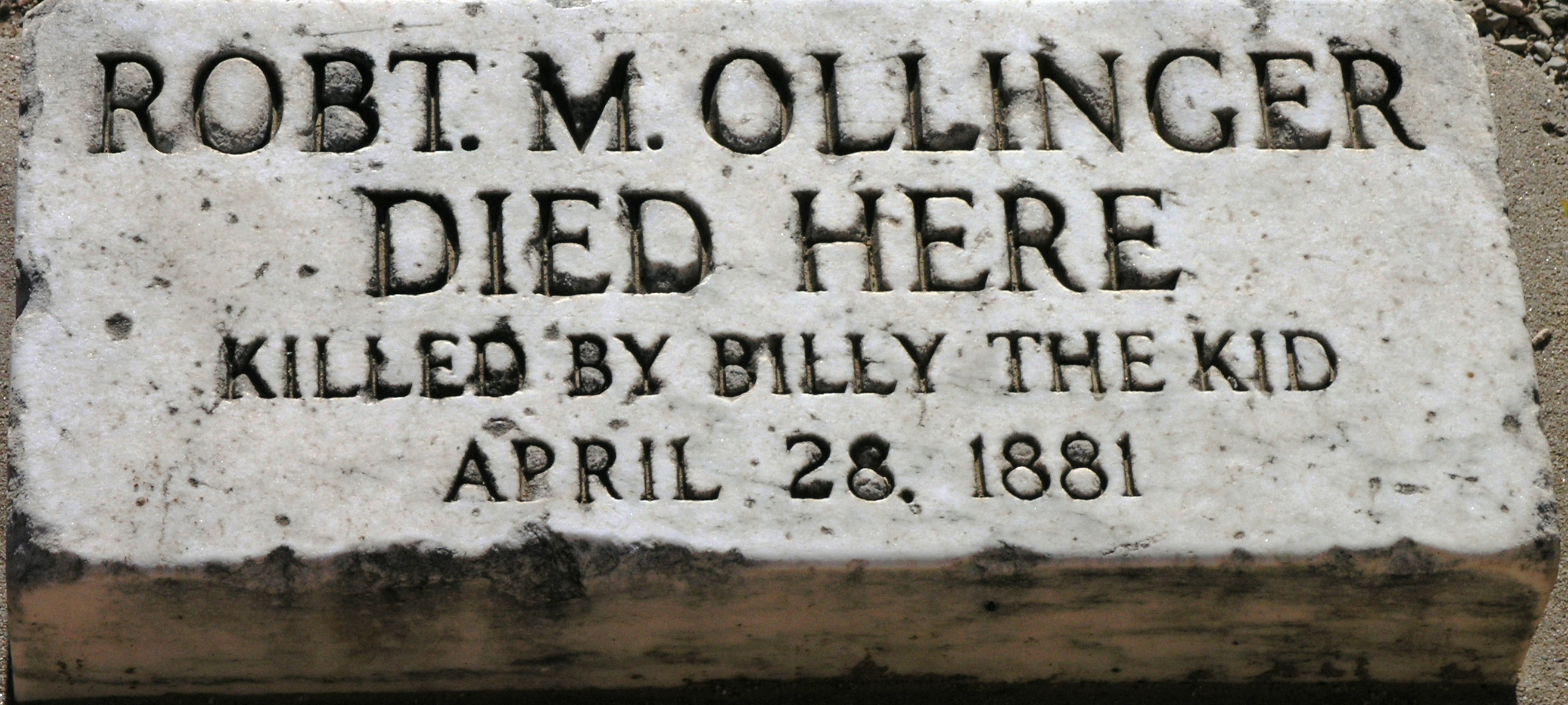
Erinnerungsplakette in Lincoln

In einer Szene ist ein Galgen in Lincoln aufgestellt, mit dem das Todesurteil gegen Billy vollstreckt werden soll. Kinder spielen unbefangen auf dem Galgen und schaukeln in der Schlinge des Stricks. Indem sich vorher der von religiösen Motiven verblendete Ollinger an der Hilflosigkeit Billys geweidet und ihm die Todesstrafe als Ergebnis göttlicher Gerechtigkeit angedroht hat, wird die bei den Kindern anscheinend selbstverständliche Akzeptanz des Tötungsobjekts Galgen durch die Befürwortung durch den Psychopathen Ollinger kritisch konterkariert.
Die zweite tableauartige Szene ist das Bild der versammelten Horrell-Familie beim Duell zwischen Billy the Kid und Alamosa Bill. Auf den Gesichtern der Familie ist keine Gemütsregung zu sehen, als Alamosa von Bill unter Verletzung der Regeln des Duells erschossen wird. Alle bleiben stumm; ihre Fähigkeit, mitzufühlen ist gestorben. Die ausgeübte Gewalt hat nicht den Effekt einer Katharsis, da sie zu alltäglich im Leben dieser abgestumpften Menschen geworden ist.
Drittens ist die Hausbootszene zu nennen, die heute als eine der beeindruckendsten Sequenzen in Peckinpahs gesamtem Filmschaffen gilt. Als sich Garrett und der Mann vom Boot urplötzlich mit angelegten Waffen gegenüberstehen, wird die Gewalt in ihrer Banalität entlarvt: Das Morden ist zur grundlosen Aktion geworden, sie erscheint in einer Welt voller Misstrauen als erstbeste Lösung zur Bewältigung von Konflikten, wobei der Schritt vom vergnüglichen Zeitvertreib zum Ausüben von mörderischer Gewalt nur ein kleiner, affektgeleiteter ist.

### Peckinpahs ironische Selbstsicht im Film
Peckinpah gibt dem Film mit einem Cameo-Auftritt als Sargtischler in einer Szene kurz bevor Garrett Billy tötet einen zusätzlichen bitteren, dunklen Unterton. Seine Figur lehnt selbstironisch einerseits Garretts angebotenen Drink ab – was dem massiven Alkoholkonsumenten Peckinpah nicht in den Sinn gekommen wäre – und verhöhnt und beschimpft andererseits Garrett. Die Ironie liegt darin, dass Peckinpah sich natürlich bestens in den Charakter Garrett einfühlen konnte und zwangsläufig mit ihm sympathisierte: der Schmerz der Selbstzerstörung und das Gefühl, von den äußeren Umständen in der Entscheidungsfreiheit beschnitten zu sein, vereinten den Regisseur und seine Hauptfigur. Wie Godard in seinem Cameo in Außer Atem, als er die Polizisten auf Belmondo aufmerksam macht, gibt Peckinpah seinem filmischen Ebenbild den letzten Anstoß, sein Schicksal endlich zu erfüllen.

### Outlaws und Rockstars
Peckinpah setzt in seinem Film Stars der Rock- und Country-Musik als Schauspieler ein. Neben Kristofferson und Dylan als, so Lenihan, Billies „Groupie“, spielen auch Kristoffersons damalige Ehefrau Rita Coolidge und einige Bandmitglieder Kristoffersons, unter anderem Harry Dean Stanton und Donnie Fritts. Die Ähnlichkeiten zwischen Billys Bande und den Hippies der Woodstock-Generation sind augenfällig: Sie gerieren sich als passive, kindische Herumtreiber ohne Entschlusskraft und Schlagfähigkeit. J. Hoberman merkte dazu an: „In diesem Film maudit (‚schlechtgeredeter Film‘, wörtlich: ‚verfemter Film‘) ist das Ende des Westerns unauflöslich mit dem Verblassen der 1960er-Jahre verbunden.“ Parallelen zwischen dem Lebensstil von Rockstars nach dem Motto „Live fast, die young“ und dem von Outlaws des amerikanischen Westens werden durch die Wahl der Darsteller verdeutlicht. Kristofferson schien Peckinpah dabei die richtige Besetzung: Obwohl der historische Billy bereits mit 21 Jahren ermordet wurde, ließ er ihn durch den damals 36-jährigen Countrysänger darstellen, der wie ein Star wirkte, der seinen Höhepunkt gerade überschritten hatte; charismatisch, aber etwas träge in seiner Art und mit leichtem Bauchansatz. So wie alternde Rockstars sich bemühen, ihrer eigenen Legende gerecht zu werden, um nicht in Vergessenheit zu geraten, sah Peckinpah auch die Haltung der Filmfigur Billy the Kid.

### Musik
Peckinpahs ursprüngliche Idee war es, Jerry Fielding die Musik zum Film schreiben zu lassen, um dann in den Score einige von Dylans Liedern einzubinden. Fielding sollte also Dylans Aufnahmen musikalisch überwachen, aber die beiden kamen aufgrund ihrer unterschiedlichen Herangehensweise an Musik nicht miteinander zurecht. Fielding erinnerte sich: „Das war der totale Frust. Vergebliche Mühe. […] Ich wurde erst spät hinzugezogen, nachdem Sam Zweifel bekommen hatte, ob Dylans Musik einen mehr als zweistündigen Film zusammenhalten konnte. […] [Dylan] sah mich an, und alles was er sah, war, dass ich das ‚Establishment‘ repräsentierte. Er hörte mir gar nicht zu. […] Ich konnte da nicht mitmachen. Warum es falsch ist, wenn er ‚Knock-Knock-Knockin’ on Heaven’s Door‘ zur Begleitung eines Rock-Schlagzeugs singt in einer Szene, wo ein Typ stirbt und die Emotion für sich selbst spricht: Wenn ich das auch noch erklären muss, dann bin ich fehl am Platz.“ Am Ende schrieb Dylan die Filmmusik alleine. Sowohl Peckinpah als auch Fielding waren mit dem Ergebnis nicht so recht glücklich; sie empfanden die karg instrumentierte Folk- und Rockmusik zusammen mit Dylans nasalem Gesang für viele Szenen des Films als unpassend. Der Soundtrack, dessen bekanntestes Lied Knockin’ on Heaven’s Door ist, erschien 1973 als reguläres Dylan-Album.

## Rezeption und Nachwirkung

### Reaktionen auf die Kinoversion
Der Film wurde in seiner Kinoversion bei Publikum und Filmkritik nicht sehr freundlich aufgenommen. Er konnte die hohen Erwartungen, die Peckinpah mit seinen vorherigen Western, insbesondere mit dem allgemein als Meisterwerk anerkannten The Wild Bunch, aufgebaut hatte, nicht erfüllen. Die bekannt gewordenen Querelen um den Schnitt bestärkten die Kritiker in der Meinung, hier nicht die endgültige künstlerische Arbeit von Peckinpah zu sehen, sondern einen aus wirtschaftlichen Gründen heraus gefertigten Kompromiss. Der Film verbuchte bis zum Jahr 1976 Gesamteinnahmen von 5.400.000 Dollar, machte für MGM also keinen Verlust; es blieb sogar ein kleiner Gewinn übrig.
Roger Ebert war in seiner Kritik von 1973 enttäuscht über die fehlende Spannung und über Dylans Beitrag zum Film. Der Film beruhe „fast nur auf einer einzigen Stimmung – einer melancholischen“; das Ergebnis sei Langeweile, was sich Ebert bei einem Peckinpah-Film vorher nicht vorstellen konnte. Dylan spiele „einen Charakter namens Alias („Pseudonym“), und ein solches hätte er auch verwenden sollen.“ Er sehe im Film aus „wie das Opfer eines Scherzes mit Juckpulver“, seine Filmmusik sei „einfach nur schrecklich“. Lobend erwähnt Ebert zwei Szenen, die ihn an Peckinpahs ursprüngliche Vision erinnern: die Szene zwischen Garrett und dem Mann auf dem Hausboot, als sie grund- und sinnlos die Waffen gegeneinander anlegen und die Szene, als Garrett auf einem Schaukelstuhl auf Billy wartet, bis dieser seine Liebesnacht beendet hat, um ihn dann zu töten.
Auch Vincent Canby bemängelte 1973 die im Kino gezeigte Schnittfassung: Der Film sei „ein ziemlich blutiges Durcheinander von Kartenspielen, Schießereien und Kumpanentum, so eigenartig geschnitten, dass es schwierig ist, einer Geschichte zu folgen, die kaum mehr zu bieten hat als ‚Wir erinnern uns an die alten Zeiten‘.“
Tom Block erkannte, dass die Unzulänglichkeiten des Films aus seiner Entstehungsgeschichte resultierten: „Trotz eines höchst redseligen […] Drehbuchs“ fehle dem Film eine echte Handlung; seine Botschaft vermittle er in seinen besten Momenten lediglich durch „undurchsichtige Einsprengsel von Ironie“. Er sei „in seiner Unebenheit beinahe barock“, resultierend aus den Streitigkeiten zwischen Peckinpah, Wurlitzer und den Produzenten, die „zu allerlei Falschbeurteilungen und fehlender Sorgfalt“ geführt hätten.
Die Welt urteilte hingegen, Peckinpahs Spätwestern sei „ein ernüchternder und melancholischer Abgesang auf die verlorenen Tage der Pionierzeit“. Der Film sei „der schönste, der aufregendste amerikanische Film“ des Jahres. Es gebe „Momente und ganze Sequenzen, die zum Besten gehören, das Peckinpah je geschaffen hat“, zu entdecken.
Andrew Abbott von der University of Edinburgh Film Society lobte die Qualitäten des gemächlichen Filmtempos. Der Film sei „eine Oase der Ruhe gegenüber dem Untergangsszenario von Peckinpahs früherem Film The Wild Bunch, obwohl er immer noch genug spritzendes Blut und Schussgefechte enthält, um als klassischer Peckinpah-Western zu gelten.“ Er fühle sich beim Betrachten des Films wie beim Ansehen von alten Fotos, „auf denen man die ganze Lebensgeschichte der Abgebildeten erkennen kann.“ Der Film sei für ihn „sehr sehenswert aufgrund seiner Schauspielerleistungen, einzigartigen Atmosphäre und Aufrichtigkeit“.

### Verschiedene Schnittfassungen
Die Kinofassung von 1973 wurde gegen Peckinpahs Willen stark vom Studio gekürzt.
1988 veröffentlichten MGM/UA und Turner die Preview-Version für eine Verwertung im amerikanischen Kabelfernsehen und gaben sie 1993 auch als sogenannten Director’s Cut auf Laserdisc heraus, obwohl diese Version sicher nicht die letztgültige Schnittversion des Regisseurs repräsentiert. Man merkt ihr den durch die Eile der Bearbeitung teilweise etwas ungelenken Schnitt und die fehlende Feinabstimmung des Tons an, und einige Längen stören den Erzählfluss.
2005 fertigte der Filmrestaurator und Filmeditor Paul Seydor in Zusammenarbeit mit Spottiswoode eine Special Edition an, die die flüssiger geschnittenen Szenen der Kinofassung mit den fehlenden Szenen aus der Preview-Version ergänzt. In der Special Edition sind gegenüber der Kinoversion die Rahmenhandlung mit Garretts Tod, die Szenen zwischen Garrett und seiner Frau und sein Besuch bei Chisum zusätzlich zu sehen. Die Bordellszene ist deutlich länger als in der Kinoversion, ebenso Billys Werben um Maria. Gegenüber der Turner-Version fiel eine Szene weg, die Poe zeigt, wie er Billys Aufenthaltsort herausfindet; eine Szene, die laut Spottiswoode nur gedreht wurde, um sie bei der Verhandlung mit MGM um die Filmlänge problemlos opfern zu können. Wie in der Kinoversion ist auch in der Special Edition in der Szene, als Baker stirbt, die Vokalversion von Dylans Knockin’ on Heaven’s Door zu hören, während in der Turner-Version der Titel nur instrumental zu hören ist. Sowohl die Turner-Version als auch die Special Edition sind auf DVD erhältlich. Die Berlinale zeigte 2006 die Special Edition als Abschlussfilm.
In der heutigen Rezeption ist der Film in seiner restaurierten Schnittfassung als gleichwertig mit Peckinpahs anderen Western anerkannt. Das Lexikon des internationalen Films lobt die Preview-Version, „die mit der wiederhergestellten Rahmenhandlung die historischen Fakten der bürgerkriegsähnlichen Auseinandersetzungen ebenso wie die sozialen und politischen Details“ akzentuiere.
2024 veröffentlichte The Criterion Collection in den USA im Rahmen einer sog. 50th Anniversary Edition auf 4 BDs eine neue Schnittfassung mit einer Lauflänge von 117 Minuten.
Die verschiedenen Schnittfassungen sind wie folgt anhand ihrer Lauflänge zu identifizieren:
- Kinoversion (1973): 106 Minuten auf BD (ca. 102 Minuten auf deutscher PAL-VHS und deutscher DVD)
- Preview Version (1988): 122 Minuten auf BD (ca. 117 Minuten auf deutscher DVD und im deutschen TV)
- Special Edition (2005): 115 Minuten auf BD (ca. 110 Minuten auf deutscher DVD und im deutschen TV)
- 50th Anniversary Edition (2024): 117 Minuten auf BD (ca. 112 Minuten auf deutscher DVD und im deutschen TV)

### Auszeichnungen
Pat Garrett jagt Billy the Kid war 1973 bei der Vergabe des Britischen Filmpreises für die beste Filmmusik (Bob Dylan) und die beste Nachwuchsleistung (Kris Kristofferson) nominiert. Bei den Grammy Awards 1974 war Dylan für das ‘Album mit der besten Originalmusik, geschrieben für einen Film oder ein Fernsehspecial’ nominiert.

### Deutschsprachige Sekundärliteratur
- Frank Arnold, Ulrich von Berg: Sam Peckinpah – Ein Outlaw in Hollywood. Verlag Ullstein, Frankfurt (Main)/Berlin, 1987, ISBN 3-548-36533-7
- Mike Siegel: Passion & Poetry – Sam Peckinpah in Pictures. Verlag Schwarzkopf & Schwarzkopf, Berlin, 2003, ISBN 3-89602-472-8

### Englischsprachige Sekundärliteratur
- Jim Kitses: Horizons West – Directing the Western from John Ford to Clint Eastwood; British Film Institute Publishing, London 2004, ISBN 1-84457-050-9
- Stephen Prince: Savage Cinema – Sam Peckinpah and the Rise of Ultraviolent Movies; University of Texas Press, 1998, ISBN 0-292-76582-7
- Paul Seydor: Peckinpah: The Western Films – A Reconsideration. University of Illinois Press, Urbana and Chicago, 1999, ISBN 0-252-06835-1
- Garner Simmons: Peckinpah – A Portrait in Montage. Limelight Editions, New York, 1998, ISBN 0-87910-273-X
- David Weddle: „If They Move … Kill em!“ – The Life and Times of Sam Peckinpah; Grove Press, New York, 1994, ISBN 0-8021-3776-8